# Aczma
Aczma (gruz. აჩმა) – gruzińska potrawa pochodząca z Adżarii, południowo-zachodniego czarnomorskiego regionu Gruzji. Popularna jest na całym Kaukazie i we wszystkich krajach byłego Związku Radzieckiego.
Aczmę przygotowuje się z ciasta makaronowego i gruzińskiego sera – czkinti kveli (niedojrzałego sera gruzińskiego z krowiego mleka, podobnego do mozzarelli). Ciasto makaronowe rozwałkowuje się na bardzo cienką warstwę, gotuje się w osolonej wodzie, smaruje masłem i przekłada się rozgniecionym serem. Sześć warstw gotowanych owija się dwiema warstwami ciasta surowego i zapieka w piekarniku.  
Aczmę wykonuje się również z innymi wsadami, takimi jak wsad szpinakowy i mięsny. Wersja ze szpinakiem jest najczęściej przygotowywana w czasie trwania postów, podczas którego prawosławni nie jedzą produktów pochodzenia zwierzęcego.
Jest to danie często kupowane przez turystów w Gruzji.